# Alexander Nouri
Alexander Nouri (Buxtehude, Alemania, 20 de agosto de 1979) es un exfutbolista y entrenador de fútbol alemán. Es hijo de madre alemana y padre iraní. Actualmente está libre tras dejar el Hertha de Berlín.

## Carrera como entrenador
Oldenburg
En noviembre de 2011, Nouri fue contratado por el VfB Oldenburg para integrarse en su cuerpo técnico. Posteriormente, se convirtió en el entrenador del equipo alemán entre abril de 2013 y junio de 2014. Dejó al Oldenburg en la 3ª posición de la Regionalliga.
Werder Bremen
En julio de 2014, Nouri se incorporó al Werder Bremen. Meses más tarde, en octubre, accedió al cargo de entrenador del Werder Bremen II, ya que Viktor Skrypnyk relevó a Robin Dutt en el banquillo del primer equipo.
El 18 de septiembre de 2016, Nouri fue nombrado entrenador interino del Werder Bremen, tras el despido de Viktor Skrypnyk. Estuvo tres partidos a prueba, logrando una victoria, un empate y una derrota, y el 2 de octubre fue confirmado en su cargo hasta final de temporada. Finalmente, no consiguió sólo la permanencia, sino que llevó al equipo alemán a la primera parte de la clasificación de la 1. Bundesliga 2016-17 gracias a un gran sprint final de temporada. El 15 de mayo de 2017, renovó su contrato con el club.
El 30 de octubre de 2017, fue destituido, tras lograr 5 empates y 5 derrotas en los 10 primeros partidos de la 1. Bundesliga 2017-18.
Hertha Berlín
El 27 de noviembre de 2019, fue confirmado por el Hertha Berlín como asistente del nuevo entrenador, Jürgen Klinsmann. El 11 de febrero de 2020, tras la dimisión de Klinsmann, se convirtió en el técnico interino del equipo alemán. Ocupó el cargo durante 2 meses, hasta el 9 de abril de 2020, cuando fue sustituido por Bruno Labbadia.

## Clubes y estadísticas

### Como jugador
| Club             | País           | Año       | Partidos | Goles |
| ---------------- | -------------- | --------- | -------- | ----- |
| Werder Bremen II | Alemania       | 1998-2001 | 70       | 8     |
| Werder Bremen    | Alemania       | 1999-2001 | 0        | 0     |
| Seattle Sounders | Estados Unidos | 1999      | 8        | 0     |
| KFC Uerdingen 05 | Alemania       | 2001-2004 | 89       | 8     |
| VfL Osnabrück    | Alemania       | 2004-2008 | 85       | 8     |
| VfL Osnabrück II | Alemania       | 2007      | 3        | 1     |
| Holstein Kiel    | Alemania       | 2008-2010 | 41       | 5     |
| Holstein Kiel II | Alemania       | 2009-2010 | 4        | 1     |
| VfB Oldenburg    | Alemania       | 2010-2011 | 26       | 5     |

### Como entrenador
| Club                         | País     | Año       | PJ | PG | PE | PP | % v.  |
| ---------------------------- | -------- | --------- | -- | -- | -- | -- | ----- |
| VfB Oldenburg (asistente)    | Alemania | 2011-2013 | -  | -  | -  | -  | -     |
| VfB Oldenburg                | Alemania | 2013-2014 | 41 | 20 | 11 | 10 | 48.78 |
| Werder Bremen (asistente)    | Alemania | 2014      | -  | -  | -  | -  | -     |
| Werder Bremen II             | Alemania | 2014-2016 | 69 | 26 | 18 | 25 | 37.68 |
| Werder Bremen                | Alemania | 2016-2017 | 43 | 15 | 11 | 17 | 34.88 |
| FC Ingolstadt 04             | Alemania | 2018      | 8  | 0  | 3  | 5  | 0     |
| Hertha de Berlín (asistente) | Alemania | 2019-2020 | 10 | 3  | 3  | 4  | 30    |
| Hertha de Berlín             | Alemania | 2020      | 4  | 1  | 2  | 1  | 25    |